# 中国民主建国会甘肃省委员会
中国民主建国会甘肃省委员会，简称民建甘肃省委、甘肃民建，是中国民主建国会在甘肃省的地方组织。